# Buraka
Buraka (ISO 639-3: bkg; auch bolaka, boraka, bouraka) ist eine ubangische Sprache, die von insgesamt 2.500 Personen in der Zentralafrikanischen Republik (Stand 1996) entlang des Flusses Ubangi und von 1.300 in der Demokratischen Republik Kongo am Ubangi in der Provinz Nord-Ubangi gesprochen wird.
Buraka zählt zur Ngbaka-Mba-Gruppe der Sere-Ngbaka-Mba-Sprachen und ist eng verwandt mit der Sprache Gbanziri [gbg], mit der sie die Gbanzili-Sprachgruppe innerhalb des westlichen Ngbaka-Sprachzweigs bildet.